# 水上村立古屋敷小学校柳原分校
水上村立古屋敷小学校柳原分校（みずかみそんりつ ふるやしきしょうがっこうやなぎはらぶんこう）は、かつて熊本県球磨郡水上村江代（えしろ）にあった公立小学校の分校。
2001年（平成13年）3月末をもって、本校である水上村立古屋敷小学校とともに閉校し、水上村立岩野小学校に統合された。

## 概要
歴史
1920年（大正9年）創立。創立から65年目の1985年（昭和60年）に休校となり、81年目の2001年（平成13年）に閉校した。
校章・校歌
水上村立古屋敷小学校#概要を参照。

## 沿革
- 1920年（大正9年）11月 - 「古屋敷尋常高等小学校 柳原分教場」が創立。
- 1941年（昭和16年）4月1日 - 「古屋敷国民学校 柳原分教場」と改称。
- 1947年（昭和22年）4月1日 - 「水上村立古屋敷小学校 柳原分校」と改称。
- 1985年（昭和60年） - 休校となる。
- 2001年（平成13年）3月31日 - 水上村立岩野小学校への統合により、閉校。

## 交通アクセス
最寄りの鉄道駅
- くま川鉄道 湯前線「湯前駅」

最寄りのバス停留所
- 九州産交バス「柳原」停留所

## 周辺
- 球磨川